# Chess Records
Chess Records este o casă de discuri americană fondată în anul 1950.